# Shanice Craft
Shanice Craft (n. 15 mai 1993, Mannheim, Germania) este o atletă germană, specializată în aruncarea discului. A participat la o ediție a Jocurilor Olimpice (2016).

## Palmares
| An   | Competiție                                   | Locație                       | Loc | Eveniment | Note    |
| ---- | -------------------------------------------- | ----------------------------- | --- | --------- | ------- |
| 2009 | Campionatul Mondial de Juniori (sub 18)      | Brixen, Italia                | 3   | disc      | 49,15 m |
| 2010 | Jocurile Olimpice de Tineret                 | Singapore                     | 1   | disc      | 55,49 m |
| 2011 | Campionatul European de Juniori              | Tallinn, Estonia              | 1   | disc      | 58,65 m |
| 2012 | Campionatul Mondial de Juniori               | Barcelona, Spania             | 1   | greutate  | 17,15 m |
| 2012 | Campionatul Mondial de Juniori               | Barcelona, Spania             | 2   | disc      | 60,42 m |
| 2013 | Campionatul European în sală                 | Göteborg, Suedia              | 11  | greutate  | 17,30 m |
| 2013 | Cupa Europei la aruncări de iarnă de Tineret | Castellón de la Plana, Spania | 1   | disc      | 60,14 m |
| 2013 | Campionatul European de Tineret              | Tampere, Finlanda             | 2   | greutate  | 17,29 m |
| 2013 | Campionatul European de Tineret              | Tampere, Finlanda             | 2   | disc      | 58,64 m |
| 2014 | Cupa Europei la aruncări de iarnă de Tineret | Leiria, Portugalia            | 1   | disc      | 64,16 m |
| 2014 | Campionatul European pe Echipe               | Braunschweig, Germania        | 2   | disc      | 65,07 m |
| 2014 | Campionatul European                         | Zürich, Elveția               | 3   | disc      | 64,33 m |
| 2015 | Cupa Europei la aruncări de iarnă            | Leiria, Portugalia            | 4   | disc      | 63,22 m |
| 2015 | Campionatul European de Tineret              | Tallinn, Estonia              | 2   | greutate  | 17,29 m |
| 2015 | Campionatul European de Tineret              | Tallinn, Estonia              | 1   | disc      | 63,83 m |
| 2015 | Campionatul Mondial                          | Beijing, China                | 7   | disc      | 63,10 m |
| 2016 | Campionatul European                         | Amsterdam, Țările de Jos      | 3   | disc      | 63,89 m |
| 2016 | Jocurile Olimpice                            | Rio de Janeiro, Brazilia      | 11  | disc      | 59,85 m |
| 2018 | Campionatul European                         | Berlin, Germania              | 3   | disc      | 62,46 m |
| 2019 | Cupa Europei la aruncări                     | Šamorín, Slovacia             | 1   | disc      | 59,79 m |
| 2021 | Cupa Europei la aruncări                     | Split, Croația                | 3   | disc      | 62,05 m |
| 2022 | Campionatul Mondial                          | Eugene, Statele Unite         | 9   | disc      | 62,35 m |
| 2022 | Campionatul European                         | München, Germania             | 7   | disc      | 62,78 m |
| 2023 | Cupa Europei la aruncări                     | Leiria, Portugalia            | 1   | disc      | 64,88 m |
| 2023 | Campionatul Mondial                          | Budapesta, Ungaria            | 7   | disc      | 65,47 m |
| 2024 | Cupa Europei la aruncări                     | Leiria, Portugalia            | 2   | disc      | 63,70 m |
| 2024 | Campionatul European                         | Roma, Italia                  | 6   | disc      | 61,73 m |